# Swissmetro
Swissmetro wäre ein Schweizer Transportsystem, das ähnlich wie der Hyperloop auf der Nutzung von Vakuumtunneln basiert. Es wurde im Jahre 1974 von Schweizer Ingenieur Rodolphe Nieth erfunden und es wurde als SwissMetro-NG gefördert und entwickelt (NG steht hier für Neue Generation).

## Technologie
Das Swissmetro-Projekt wurde in einem speziellen Bericht von Rodolphe Nieth, Martin Steiger and Jean-Francois Braillard im Jahre 1980 vorgestellt. Die Fahrzeuge sollten in unterirdischen Tunnels mit sehr hohen Geschwindigkeiten verkehren. Die Rollreibung würde mithilfe magnetischer Levitation, ähnlich wie beim Transrapid aus Deutschland, eliminiert. Der Luftwiderstand würde durch eine Minderung des Luftdruckes in den Tunnels auf 10 % des normalen Atmosphärendrucks reduziert. Der Antrieb war elektrisch (Linearmotor) vorgesehen. Die Fahrzeit zwischen Bern und Zürich wäre von ca. 1 Stunde mit dem Intercity-Express oder mit dem Auto auf lediglich 12 Minuten reduziert.

## Ziele
Die Ziele waren es, die urbanen Zentren der Schweiz mit einem schnellen, modernen, nachhaltigen Transportsystem zu verbinden, wie auch die Verkehrsinfarkte auf den Autobahnen und Eisenbahnen zu reduzieren oder zu eliminieren, ohne die Schweizer Landschaften und Städte zu beeinträchtigen.

## Geschichte
Der Lausanner Ingenieur Rodolphe Nieth lancierte 1974 das Projekt Swissmetro. Das Projekt erhielt 1981 die Unterstützung einer Professorengruppe der École polytechnique fédérale de Lausanne (EPFL). Das Projekt wurde 1985 im Parlament vorgestellt. Die Gesamtkosten für die Linien St. Gallen–Genf und Basel–Chiasso wurden auf 25 Milliarden Franken veranschlagt. Der Bundesrat lehnte 1986 eine Machbarkeitsstudie für Swissmetro ab. Für ihn war das Projekt keine Alternative zur Bahn 2000.
Eine Vorstudie und eine Machbarkeitsstudie der EPFL bezeichneten Swissmetro als machbar und rentabel. Die Achse St. Gallen–Genf würde 14 Milliarden Franken kosten. Sie sollten hälftig von Bund und Privatwirtschaft aufgebracht werden. Die Studien stiessen allerdings auf Skepsis. 1992 wurde die Fördergesellschaft Swissmetro AG in Bern gegründet. Die Swissmetro AG, vertreten durch die Elektrowatt Engineering AG (EWE), führte von 1994 bis 1998 die sogenannte Hauptstudie durch. Bearbeitet wurden die Themen Raumplanung, Verkehr, Betrieb, Infrastruktur, Umweltverträglichkeit und Elektromechanik. Als Ergebnis wurde unter anderem 1997 ein Konzessionsgesuch für eine Pilotstrecke zwischen Lausanne und Genf eingereicht. Der Bundesrat wollte das Konzessionsgesuch für die Pilotstrecke Genf–Lausanne erst behandeln, wenn der Finanzierungsnachweis vorlag. Das Nationale Forschungsprogramm 41 (NFP 41) brachte im Jahr 2000 unter anderem Berichte zum Thema Swissmetro hervor.
Der Nationalrat überwies 2001 ein Postulat zur Förderung der Swissmetro. Der Bundesrat wollte die Entwicklung des Projekts Swissmetro, dessen technische Machbarkeit vorausgesetzt, weiterverfolgen. Nach dem Rückzug des Westschweizer Unternehmerverbandes FSP vom Projekt im Jahr 2002 setzten die Aktionäre von Swissmetro das Kapital um das Zwanzigfache herab, wollten das Projekt aber weiterverfolgen. Die Swissmetro AG reichte 2003 ein um die Finanzierung ergänztes Konzessionsgesuch für die Pilotstrecke Genf–Lausanne beim Eidgenössischen Departement für Umwelt, Verkehr, Energie und Kommunikation ein. Bei Kosten von rund 3,5 Milliarden Franken sollten Bund und Kantone 1,9 Milliarden Franken beisteuern. Die Swissmetro AG wurde 2009 wegen fehlender finanzieller Mittel liquidiert.
Der wichtigste Teil des Netzes sollte die West-Ost-Achse Genf–Lausanne–Bern–Zürich–St. Gallen bilden. Aus technischen und wirtschaftlichen Gründen wurde auch das Teilstück zwischen Basel und Zürich als Pilotstrecke für das Projekt in Betracht gezogen. Zusätzlich wurde eine Erweiterung zu den Flughäfen von Zürich und Basel vorgeschlagen.
Auch eine Erweiterung des Systems Swissmetro auf ein europäisches Streckennetz unter dem Begriff Eurometro wurde vorgeschlagen. In einer ersten Phase wäre eine Verlängerung der Swissmetro nach Lyon im Westen und München im Osten interessant. Auf längeren Strecken wäre eine Eurometro eine Alternative zum Flugverkehr.

## Swissmetro AG
Hinter dem Projekt stand die Swissmetro AG. Die Aktiengesellschaft mit Sitz in Bern wurde 1992 mit dem Tessiner Ständerat Sergio Salvioni als Präsidenten gegründet. Sie verbreitete die Idee und entwickelte das Projekt.
Der Verwaltungsrat bestand aus zahlreichen namhaften Mitgliedern und wurde zuletzt von FDP-Nationalrat Pierre Triponez präsidiert.
Die Swissmetro AG erklärte im Oktober 2009, dass «eine Realisierung des Projektes in absehbarer Zeit in der Schweiz nicht machbar ist». Darauf wurde an einer ausserordentlichen Generalversammlung am 20. November 2009 die Liquidation der Swissmetro AG beschlossen. Die Projektführung und die Rechte am Projekt gingen in einem Übergabevertrag an die EPFL zurück.
Der Verein Pro Swissmetro fördere ab 2009 das Projekt mit geeigneten Mitteln und macht es in der Öffentlichkeit bekannt. Bis 2006 war der Name Verein der Freunde von Swissmetro. Anlässlich einer Pressekonferenz im Versuchsstollen Hagerbach am 1. Dezember 2016 gab der Verein bekannt, mit der Gründung einer nicht näher benannten AG die technische Machbarkeit mittels eines 1:1-Demonstrators unter Beweis stellen zu wollen.

## SwissMetro-NG
Die Interessengemeinschaft SwissMetro-NG propagiert eine moderne Version des ursprünglichen Projektes. Diese Version 2.0 wurde vom Swiss Transportation Research Institute vorgeschlagen. Dabei soll in den Tunneln ein vollständiges Vakuum bestehen, wodurch die Luftreibung und andere aerodynamischen Probleme eliminiert wären. Der Durchmesser ist erheblich reduziert (50 %) und infolgedessen sollen auch die Gesamtkosten halbiert werden. Eine neue Weiche würde Durchfahrten gestatten, ohne dass die Fahrzeuge anhalten müssten. Lange Fahrzeug-Kompositionen mit hohen Kapazitäten (über 1'200 Sitzplätze) wie auch hohe Geschwindigkeiten im Überschall-Bereich sollen ermöglicht werden. 
Die Interessengemeinschaft führt diverse Vorteile des Systems SwissMetro-NG auf, wie Anforderungen betreffend CO2-Emissionen, Landschaftsschutz, Geschwindigkeit, Nachhaltigkeit, Tourismus, Kapazität, Sicherheit, Kosten, Netzwerkfähigkeit, ökonomische Effizienz etc. Der gemeinnützige Verein SwissMetro-NG betreibt die Förderung des Projektes.
Bei den Promotoren besteht die Erwartung, dass das System dank seiner hohen Geschwindigkeiten und Kapazitäten Verkehr von Kurzstrecken-Flugstecken und von Autobahnen abziehen und so die CO2-Emissionen reduzieren wird. Mit der Verkürzung der Fahrzeit auf 12 Minuten zwischen den grossen Schweizer Städten Genf, Bern und Zürich soll die Dienstleistung für die Fahrgäste verbessert werden. Im Vergleich braucht es heute über drei Stunden, um die Schweiz zu durchqueren, unabhängig vom gewählten Verkehrsmittel und trotz der beschränkten Grösse des Landes.
Konrad Graber, Ständerat des Kantons Luzern, brachte das Thema 2017 in das Parlament ein.
Die Interessengemeinschaft hofft, dass die Schweiz durch Export des Systems und der Komponenten zur Reduktion der CO2-Emissionen im Intercity-Verkehr und auch im transkontinentalen Verkehr beitragen könnte.